# STS-51-J
STS-51-J var den tjugoförsta flygningen i det amerikanska rymdfärjeprogrammet och den första i ordningen för rymdfärjan Atlantis. Den sköts upp från Pad 39A vid Kennedy Space Center i Florida den 3 oktober 1985. Efter drygt fyra dagar i omloppsbana runt jorden återinträdde rymdfärjan i jordens atmosfär och landade vid Edwards Air Force Base i Kalifornien. 
Flygningen gjordes på uppdrag av USA:s försvarsdepartement.

## Start och landning
Total uppdragslängd: 03:19:45:00
Starten skedde klockan 11:15 (EDT) 3 oktober 1985 från Pad 39A vid Kennedy Space Center i Florida.
Landningen skedde klockan 10:00 (PDT) 7 oktober 1985 vid Edwards Air Force Base i Kalifornien.

## Uppdragets mål
Målet för detta uppdrag var att placera två militära satelliter (DSCS-II, Defense Satellite Communications System) i omloppsbana.